# Фелтон, Уильям Харрелл
Уи́льям Ха́ррелл Фе́лтон (англ. William Harrell Felton; 16 июня 1823, Лексингтон, Джорджия, США — 24 сентября 1909, Картерсвилл, Джорджия, США) — американский политик, военный хирург, методистский священник. Член палаты представителей от Джорджии (1875 — 1881), супруг Ребекки Фелтон, первой женщины-сенатора США.

## Биография

### Ранние годы
Родился 19 июня 1823 в Лексингтоне. Получал образование в Университете Джорджии, откуда выпустился в 1843 году. Затем на протяжении года обучался в Медицинском колледже, после чего семь лет проживал в Картерсвилле, где практиковал медицину, учительство и работал на ферме.
В 1851 он был избран в палату представителей Джорджии. Внезапная смерть первой жены Фелтона в 1852 произвела на него сильный удар: он стал религиозным, и в 1857 году официально принял сан методистского священника. В 1853-м женился на Ребекке Латимер. Участвовал в гражданской войне в США, был хирургом на фронте.  

### Политическая деятельность
В 1875 году Фелтон, как независимый демократ, был избран в Палату представителей США от 7-го округа Джорджии. Жена Уильяма, Ребекка, активно помогала ему во время избирательной кампании. 
Фелтон утверждал, что фермеры и рабочие на фабриках эксплуатируются коррумпированным и расточительным правительством. Он был сторонником грейнджеров, хотя лично и не участвовал в их движении. 
Выбирая между партией гринбекеров и Демократической, Фелтон всё же решил примкнуть к последней. 
В ноябре 1877 года выступал за отмену «Закона о возобновлении» (англ. Resumption Act), который восстановил золотой стандарт. Фелтон также резко критиковал банковское учреждение и финансовую систему страны, которую  обвинял в «кредиторском заговоре, с целью грабить, обманывать и делать должников нищими». 

### Смерть
Уильям Фелтон умер 24 сентября 1909 года в Картерсвилле. Похоронен на кладбище Оак-Хилл в Джорджии. 